# Mats Berggren
Mats Berggren (Södertälje, 1957) es un escritor sueco especializado en literatura infantil y juvenil.
Se ha desempeñado como jurado en el Premio Memorial Astrid Lindgren.

## Selección de obras
- 1987 – Orent ackord
- 1989 – När blodrosen slår ut
- 1991 – Kalsonger med gröna älgar
- 1993 – Bilder från ett osynligt Sverige (photographs by Lars Lind)
- 1993 – Varken varken eller eller
- 1994 – Välfärdslandet?: 18 röster från Sverige i dag (editor)
- 1995 – Trosor med röda rosor
- 1999 – Blåögd
- 2000 – Behå med vita spetsar
- 2001 – Sent ute (with Bawer Coskun)
- 2002 – Det finns inga skridskor i öknen
- 2004 – Svennehora (with Dea Berisha)
- 2006 – En enda kväll
- 2008 – Sista berättelsen om oss
- 2011 – Språkresan
- 2013 – Jag ljuger bara på fredagar
- 2014 – Onsdag kväll strax för sju
- 2015 – Generation 55+
- 2017 – Din syster måste dö[3]